# دولاتوف
دولاتوف (به روسی: "Довлатов") نام یک فیلم درام زندگینامه‌ای روسی به کارگردانی الکسی الکسویچ گرمن محصول ۲۰۱۸ است.

## داستان
دولاتوف شش روز از زندگی نویسنده برجسته روسی را روایت می‌کند که توانست در دوران اوج محدودیتها در شورویِ دهه ۱۹۷۰، با نوشته‌های طنز و کنایهآمیزش دیدی متفاوت نسبت به محیط اطرافش ارائه دهد.
سرگئی دولاتوف برای جلوگیری از هدر رفتن استعدادش و حفظ جایگاه خود به‌عنوان یک هنرمند، با شاعر و نویسنده یوزف برودسکی مجبور به مبارزه بود؛ آن هم در دورانی که در مقابل چشمان او، سایر دوستان هنرمندش زیر چرخهای سفت و سخت محدودیتهای دولتی له می‌شدند و مجالی برای بروز استعدادهایشان نمی‌یافتند.

## بازیگران
- میلان ماریچ
- دانیلا کوزلوفسکی
- سوتلانا خودچنکووا
- النا لیادووا

## جشنواره جهانی فیلم فجر
این فیلم در بخش سینمای سعادت (مسابقه بین‌الملل) سی و ششمین جشنواره جهانی فیلم فجر حضور داشت. این جشنواره از ۳۰ فروردین تا ۶ اردیبهشت ۱۳۹۷ در شهر تهران برگزار شد.